# Садова вулиця (Миколаїв)
Садова вулиця — вулиця в історичній частині міста Миколаєва.

## Розташування
Садова простяглася з півночі на південь більш ніж на 3 кілометри. Розташована між площею що сформувалася на її перетині з вулицями Адміральською та Нікольською на півночі і Млинною на півдні.

## Історія
Садова вулиця — поперечна вулиця, що служила кордоном між Городовою і Адміралтейською частиною старого Миколаєва. У проекті поліцмейстера Г. Г. Автономова спочатку названа Богоділенською вулицею, по богодільні (притулок для неімуших та людей похилого віку) (1835 р.), яка знаходилася неподалік. Проте остаточно адмірал М. П. Лазарєв затвердив назву «Садова вулиця». Назва пов'язана з тим, що уздовж цієї широкої вулиці перебували левади (сади і городи) моряків і містян. Вулиця в той час починалася від старообрядницької церкви, розташованої біля входу в Адміралтейство. З 1930 по 1945 р.р. вулицю називали «Енгельса» на честь Фрідріха Енгельса, одного з основоположників наукового комунізму, друга і соратника Карла Маркса. Після війни вулиці повернуто її історичну назву — Садова.

## Пам'ятки та будівлі
- На перетині Садової вулиці з Центральним проспектом знаходиться Кафедральний Собор Касперівської Ікони Божої Матері 1916 року будіництва.
- Навпроти собору, через Садову вулицю, розташований «Сіті-Центр» — перший торгово-розважальний центр міста Миколаєва.
- Між ними встановлено пам'ятний хрест на честь 2000-ліття Різдва Господнього.
- Навпроти хреста, через Центральний проспект, стояв гранітний постамент від пам'ятника працівникам міліції Миколаївської області, «які загинули в боях за Батьківщину і в часи Громадянської війни при виконанні службового обов'язку». Пам'ятник було взірвано невідомими у 2022 році.
- Навпорти «Сіті-Центру» розташований готель «Миколаїв», ліва частина якого виходить на Садову вулицю. Уранці 14 липня 2022 російські війська завдали ракетного удару по готелю, внаслідок чого центральна частина будівлі була зруйнована[1][2].
- Вулицею розташовано сквер Ради Європи, в ньому ж 17 жовтня 2010 року відкрито монумент «Єдина Європа»
- Замикає Садову вулицю Манганаріївський сквер, що сформувалався на її перетині з вулицями Адміральською та Нікольською. Композиційно сквер і закінчення вулиці доповнює Миколаївське адміралтейство (будівля управління Миколаївського суднобудівного заводу).

## Галерея

Хрест на честь 2000-ліття Різдва Господнього
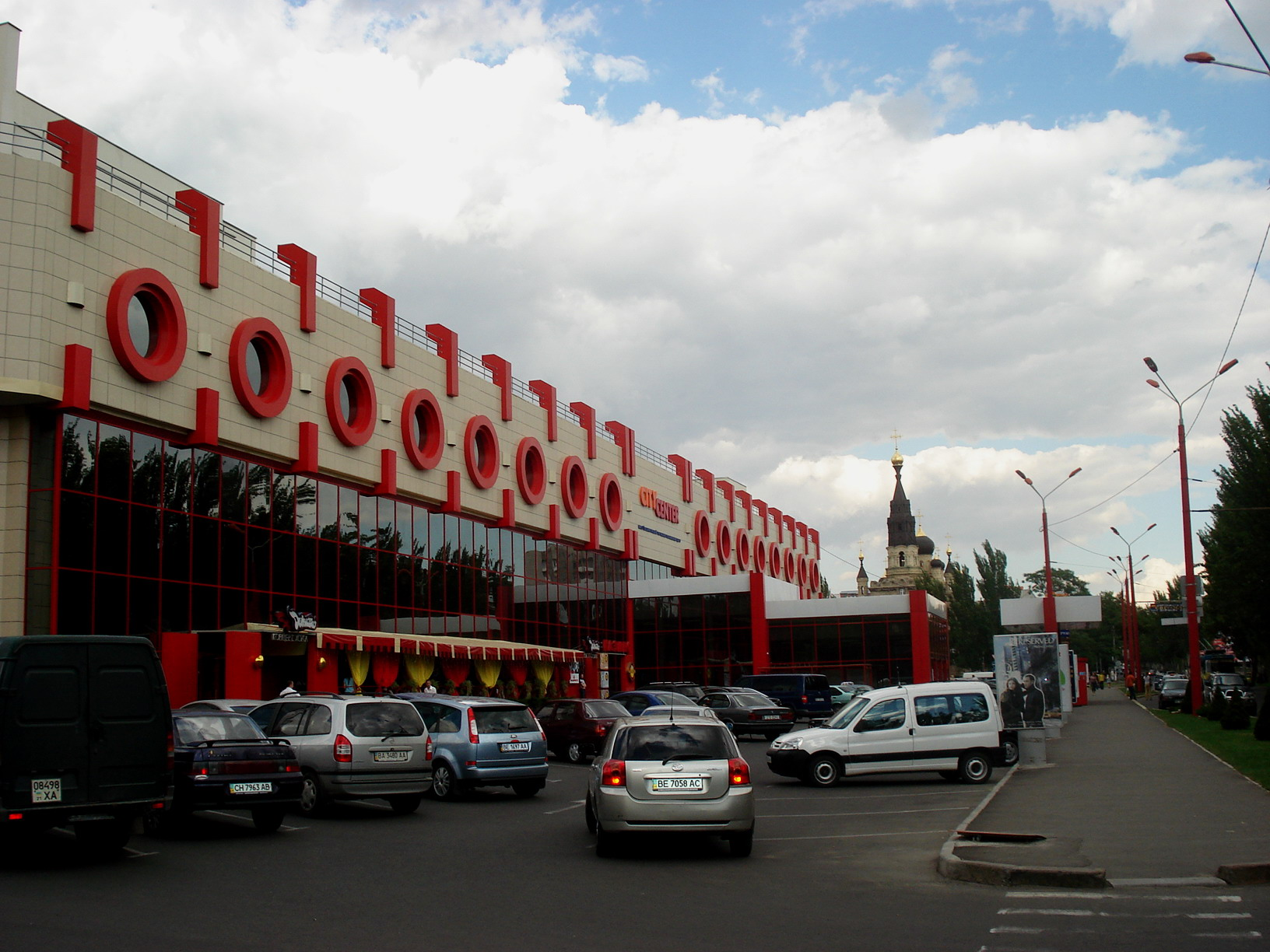
«Сіті-Центр»
Пам'ятник на честь співробітників міліції
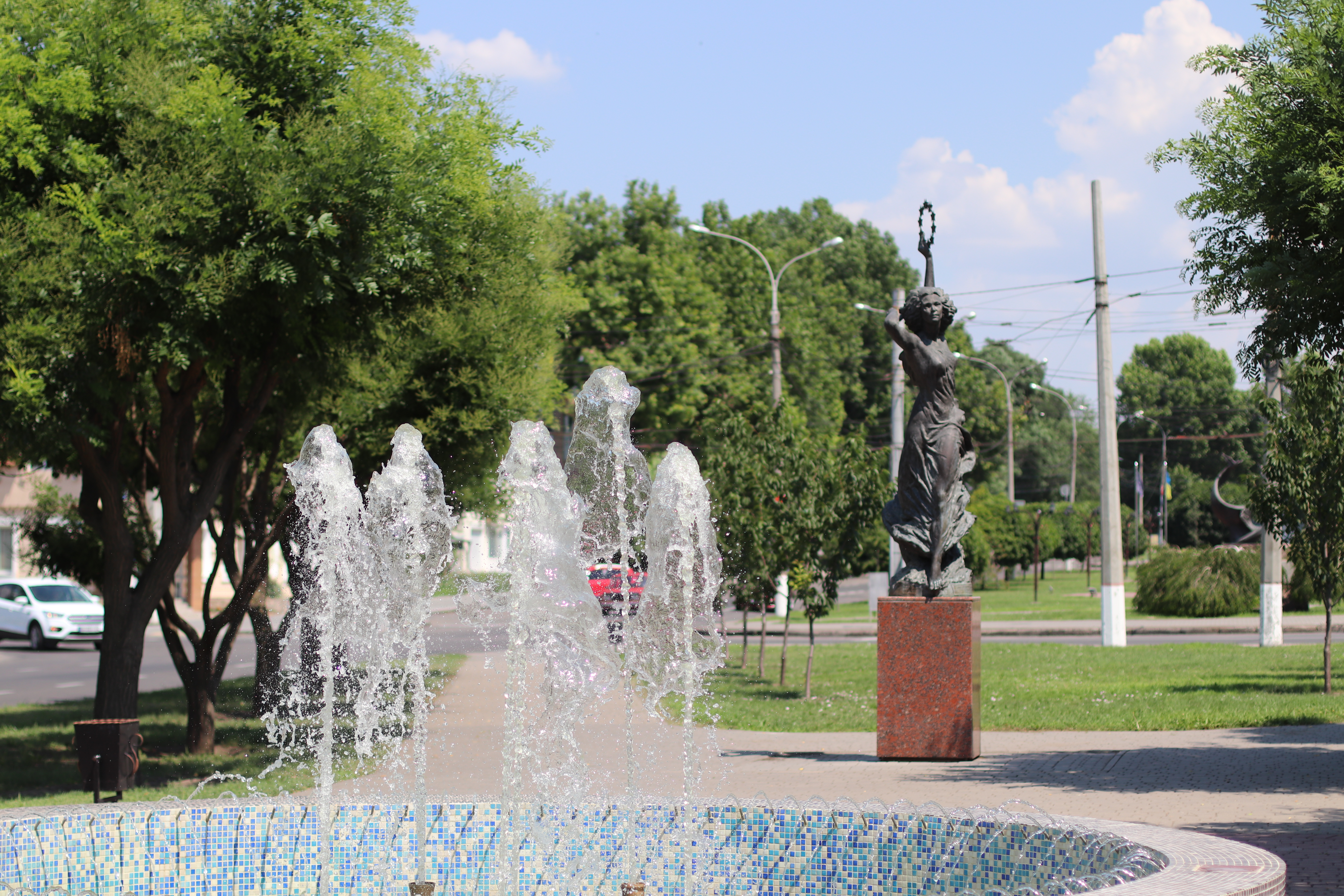
Сквер Ради Європи і монумент «Єдина Європа»
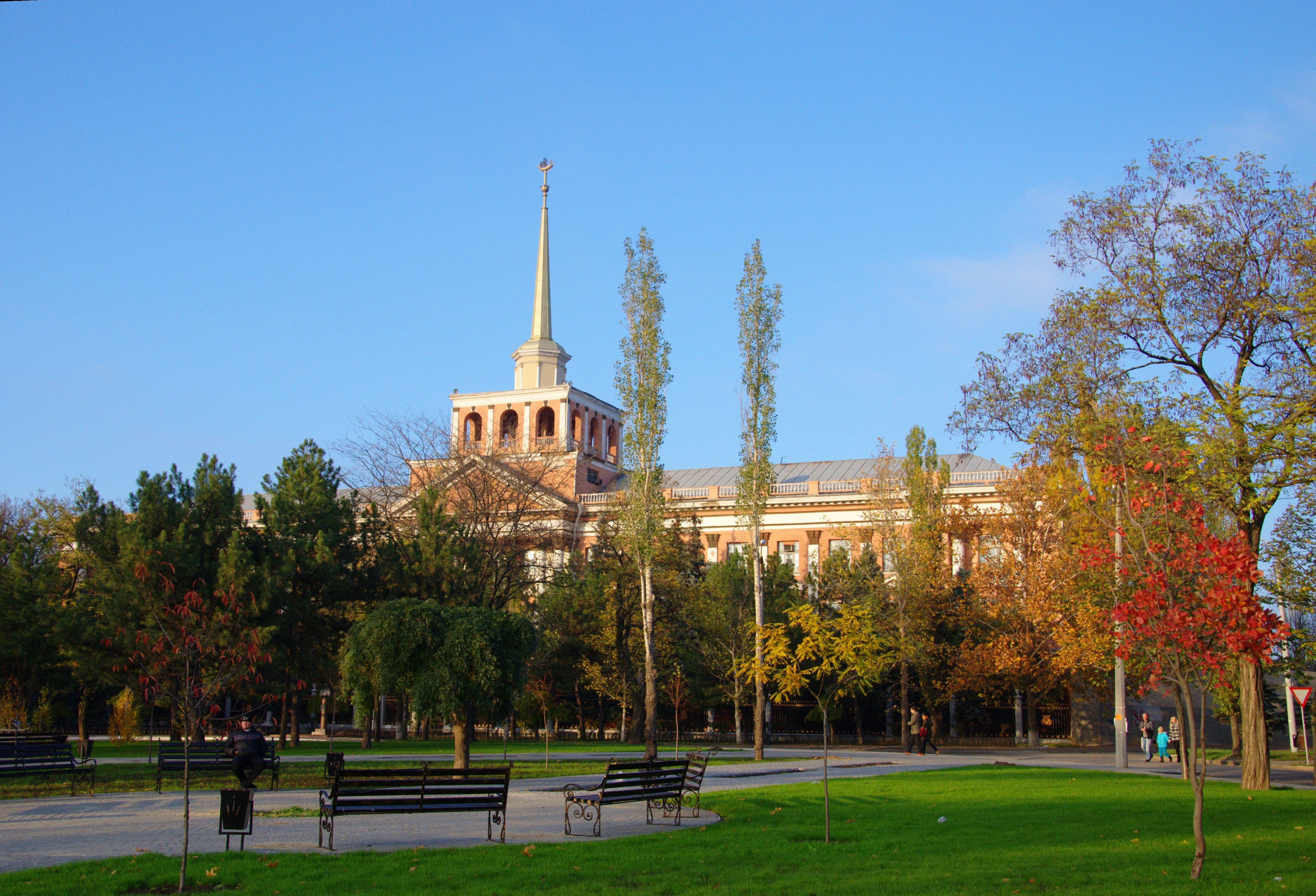
Вид на Адміралтейство з Манганаріївського скверу
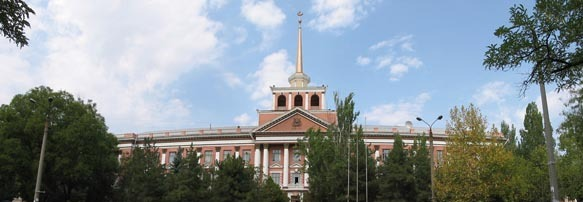
Миколаївське адміралтейство